# Fortel-en-Artois
Fortel-en-Artois is een gemeente in het Franse departement Pas-de-Calais (regio Hauts-de-France) en telt 197 inwoners (2005). De plaats maakt deel uit van het arrondissement Arras.

## Geografie
De oppervlakte van Fortel-en-Artois bedraagt 5,8 km², de bevolkingsdichtheid is 34,0 inwoners per km².
De onderstaande kaart toont de ligging van Fortel-en-Artois met de belangrijkste infrastructuur en aangrenzende gemeenten.

## Demografie
Onderstaande figuur toont het verloop van het inwonertal (bron: INSEE-tellingen).